# Anna Apostolaki
Anna Apostolaki

Link zum Bild

Anna Apostolaki (griechisch Άννα Αποστολάκη, * 1880 in Margarites; † 1958) war eine griechische Archäologin und die erste Frau, die in Griechenland Museumsdirektorin wurde.

## Leben
Apostolaki wurde auf Kreta, nahe der Stadt Rethymno, geboren. Ihre Familie flüchtete während der Auflehnung Kretas gegen das Osmanische Reich nach Athen, wo sie die Arsakeio-Schule besuchte und 1889 einen Abschluss als Lehrerin machte. 1903 schrieb sie sich an der Universität Athen als Studentin an der philosophischen Fakultät ein, während sie gleichzeitig als Assistentin am Numismatischen Museum arbeitete. Sie gehörte zu den ersten zehn Studentinnen der Universität. Ihr Studium schloss sie 1909 mit einem Doktor ab. Noch als Studentin trat sie 1906 der Archäologischen Gesellschaft Athen bei und wurde so zu deren erstem weiblichen Mitglied. Apostolaki war auch die erste Frau, die sich in Griechenland beruflich im Feld der Archäologie betätigte, indem sie sich auf die Erforschung von antiken griechischen Textilien spezialisierte, um sowohl die Arbeit von Frauen als auch das griechische Erbe zu würdigen.
Sie wurde 1923 von dem Dichter Georgios Drosinis als Assistentin des von ihm 1918 gegründeten Museum der Dekorativen Künste Athen (Μουσείον Ελληνικών Χειροτεχνημάτων) eingestellt. 1926 avancierte sie zur Kuratorin. Von 1935 bis 1953 wurde sie dann Direktorin dieses Museums, das heute Museum der Griechischen Volkskunst (Μουσείο Ελληνικής Λαϊκής Τέχνης) heißt und bis 1973 in der Tzistarakis-Moschee in Monastiraki beheimatet war und anschließend in ein Gebäude in der Kydathinaion Straße 17 in der Plaka transferiert wurde. Zu Beginn des Zweiten Weltkriegs wurde das Museum allerdings geschlossen und seine Exponate wurden ausgelagert.
Bei ihrer Arbeit der Katalogisierung von ihren Ankäufen für das Museum orientierte sich Apostolaki an archäologischen Artefakten, um die Verbindungen zwischen volkstümlichen Motiven und der griechischen Antike zu verdeutlichen. Als dem Museum 1926 eine jährliche staatliche Unterstützung für den Ankauf von Erbstücken und deren Verbleib in Griechenland gestrichen wurde, investierte sie ihr eigenes Geld, um außergewöhnliche Stücke für die Sammlung zu erwerben. Während ihrer gesamten Laufbahn vertrat sie die Auffassung, dass das postbyzantinische Griechenland eine gleichwertige Rolle wie die Antike und Byzanz spielte. Seitdem sie 1932 den Katalog über koptische Textilien „Die koptischen Stoffe des Kunstgewerbemuseums in Athen“ herausgegeben hatte, wurde das Wissen über die koptische Weberei eng mit ihrer Forschung verbunden. Ihr Katalog war eines der ersten international veröffentlichten Bücher über die Weberei und das einzige in griechischer Sprache.
Posthum wurde ihr 2015 eine Ausstellung im Athener Benaki-Museum mit dem Titel „Geschenk für Anna Apostolaki in Dankbarkeit“ gewidmet, die vom Frauenverein Lykeion ton Ellinidon (Lyzeum der Griechinnen) organisiert wurde. Apostolaki selbst war Gründungsmitglied dieses 1911 von Kalliroi Parren ins Leben gerufenen Vereins, für den sie 1911 ihre erste Lesung im Palast von Knossos hielt, als die Archäologie eine von Männern dominierte Welt war. Auf dem Ausstellungskatalog von 2015 ist ihr von der griechischen Künstlerin Thalia Flora-Karavia gemaltes Porträt abgebildet.
Apostolaki starb 1958. Heute wird sie auch als „vergessene Pionierin der Frauenemanzipation in Griechenland“ bezeichnet.

## Veröffentlichungen (Auswahl)
- Τα κοπτικά υφάσματα του εν Αθήναις Μουσείου Κοσμητικών Τεχνών (Die koptischen Stoffe des Kunstgewerbemuseums in Athen). Athen 1932.
- Εικών του Αράτου επί υφάσματος (Bilder des Aratos auf Tuch). Athen 1938.
- Κεντήματα μάλλινα 4ου–9ου αιώνος εξ αιγυπτιακών τάφων (Wollstickereien aus ägyptischen Gräbern des 4. bis 9. Jahrhunderts). Athen 1956.